# Міжнародне десятиліття питної води
Міжнародне десятиліття питної води або Міжнародне десятиліття води або Міжнародне десятиліття питного водопостачання та санітарії, тепер відоме як Перше водне десятиліття, було десятирічним періодом з 1981 по 1990 роки, визначеним Організацією Об'єднаних Націй для привернення уваги та підтримки чистої води та санітарії.

## Історія
«Водна конференція» Організації Об'єднаних Націй у Мар-дель-Плата в 1977 році заснувала Міжнародне десятиліття питної води, 1981—1990. Його метою було зробити доступ до чистої питної води в усьому світі.
Десятиліття було зосереджено на безпечній воді та санітарії для всіх до 1990 року. Серед перешкод були наступні: чи будуть країни, що розвиваються надавати воді та санітарним видаленням достатньо високий пріоритет, щоб отримати результати; якщо в країні можна створити ефективну організацію для виконання програми водопостачання та утилізації відходів; як можна здійснити підготовку робочої сили та фінансування; і чи буде використана відповідна технологія.
Це перше водне десятиліття забезпечило водопостачання понад 1,2 мільярда людей, а санітарію — майже 770 мільйонів. Однак зростання та швидка урбанізація разом із низьким рівнем громадської обізнаності про здоров'я різко зменшили здатність багатьох країн задовольняти потреби; і сьогодні все ще майже 1,1 мільярда людей не мають належного доступу до води, а 2,4 мільярда — без відповідних санітарних умов.
Оскільки десятиріччя закінчилося в 1990 році, надії на покращення зосереджені на Програмі оцінки світових водних ресурсів, спільній діяльності системи ООН та її держав-членів, яка включає дворічну оцінку стану світових ресурсів прісної води. Започаткування другого Міжнародного десятиліття водних ресурсів у 2005—2015 роках також дасть необхідний імпульс для програми оцінки.